# Wilhelm Elphinstone

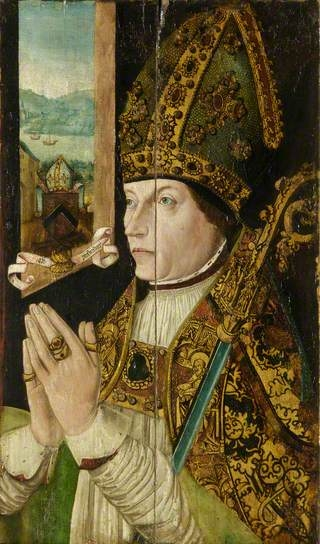
Wilhelm Elphinstone, Bischof von Aberdeen

Wilhelm Elphinstone (englisch William Elphinstone; * 1431 in Glasgow, Schottland; † 25. Oktober 1514 in Aberdeen, Schottland) war ein schottischer Staatsmann und römisch-katholischer Bischof von Aberdeen. Er gilt zudem als Gründer der Universität von Aberdeen.
Wilhelm wurde mutmaßlich als uneheliches Kind von Wilhelm Elphinstone (der Vater trug den gleichen Namen) und Margaret Douglas, Tochter von Sir William Douglas, geboren. Nach seiner Ausbildung in Glasgow, Paris und Orléans wurde er Offizial in Glasgow und Lothian. Er galt als Vertrauter Jakobs IV., der ihm 1492 das Staatsamt des Siegelbewahrer von Schottland war Mitglied des schottischen Parlaments und gründete die Universität in Aberdeen.
Im Jahr 1481 wurde er Bischof von Ross, 1483 Bischof von Aberdeen. Er gilt auch als Mitautor des Aberdeen-Breviers.